# Associazione Calcio Imolese 2004-2005
Questa pagina raccoglie le informazioni riguardanti l'Associazione Calcio Imolese nelle competizioni ufficiali della stagione 2004-2005.

## Rosa
| N. |                   | Ruolo | Calciatore         |
| -- | ----------------- | ----- | ------------------ |
|    | Italia (bandiera) | P     | Riccardo Antononi  |
|    | Italia (bandiera) | A     | Pierluigi Baldazzi |
|    | Italia (bandiera) | C     | Massimo Belluomini |
|    | Italia (bandiera) | C     | Stefano Botteghi   |
|    | Italia (bandiera) | D     | Dario Bova         |
|    | Italia (bandiera) | D     | Marco Briganti     |
|    | Italia (bandiera) | P     | Giacomo Celeste    |
|    | Italia (bandiera) | C     | Lorenzo Del Sole   |
|    | Italia (bandiera) | D     | Luigi Di Giorgio   |
|    | Italia (bandiera) | A     | Carmine Esposito   |
|    | Italia (bandiera) | C     | Simone Guerri      |
|    | Italia (bandiera) | A     | Alberto Leanza     |
|    | Italia (bandiera) | C     | Juri Mambelli      |

| N. |                   | Ruolo | Calciatore            |
| -- | ----------------- | ----- | --------------------- |
|    | Italia (bandiera) | C     | Alessandro Manfredi   |
|    | Italia (bandiera) | C     | Enrico Marangoni      |
|    | Italia (bandiera) | D     | Christian Mastronardi |
|    | Italia (bandiera) | A     | Riccardo Musetti      |
|    | Italia (bandiera) | A     | Matteo Negrini        |
|    | Italia (bandiera) | A     | Andrea Piovan         |
|    | Italia (bandiera) | D     | Lorenzo Poggi         |
|    | Italia (bandiera) | A     | Marco Romanini        |
|    | Italia (bandiera) | A     | Alfonso Selleri       |
|    | Italia (bandiera) | A     | Roberto Tedeschi      |
|    | Italia (bandiera) | D     | Matteo Tosi           |
|    | Italia (bandiera) | D     | Vincenzo Vado         |
|    | Italia (bandiera) | D     | Federico Zaccanti     |